# Kasli
Kasli (russisch Касли) ist eine Stadt in der Oblast Tscheljabinsk (Russland) mit 16.969 Einwohnern (Stand 14. Oktober 2010).

## Geografie
Die Stadt liegt am Ostrand des Südlichen Ural etwa 140 km nordwestlich der Oblasthauptstadt Tscheljabinsk zwischen den Seen Irtjasch, Bolschije (Großer) Kasli, Malyje (Kleiner) Kasli, Sungul und Kirety.
Kasli ist der Oblast administrativ direkt unterstellt und zugleich Verwaltungszentrum des gleichnamigen Rajons.
Die Stadt ist über eine Zweigstrecke mit der 20 Kilometer entfernten Station Mauk der 1896 eröffneten Eisenbahnstrecke Jekaterinburg–Tscheljabinsk verbunden (nur Güterverkehr).

## Geschichte
Kasli entstand 1747 im Zusammenhang mit der Errichtung des Eisenwerkes Kaslinski Sawod durch die Unternehmerfamilie Demidow und erhielt am 29. Juli 1942 Stadtrecht.

### Bevölkerungsentwicklung
| Jahr | Einwohner |
| ---- | --------- |
| 1939 | 21.280    |
| 1959 | 21.837    |
| 1970 | 20.672    |
| 1979 | 21.166    |
| 1989 | 21.530    |
| 2002 | 19.091    |
| 2010 | 16.969    |

Anmerkung: Volkszählungsdaten (1939 gerundet)

## Kultur und Sehenswürdigkeiten
In Kasli gibt es ein Historisches und Kunstmuseum in welchem insbesondere Erzeugnisse des Eisenwerkes gezeigt werden, welches ab Mitte des 19. Jahrhunderts für seinen Kunstguss berühmt war.
Im Ort sind das Wohnhaus des Werksdirektors aus dem 18. Jahrhundert, das Hospital von 1780 und verschiedene Industriegebäude aus dem 19. Jahrhundert erhalten.

## Wirtschaft
In Kasli gibt es eine Maschinenfabrik und ein Werk für Radioelektronik.

## Söhne und Töchter der Stadt
- Alja Rachmanowa (Pseudonym von Galina Djuragina, 1898–1991), Schriftstellerin